# ألفريد آيزنشتيدت
ألفريد آيزنشتيدت (6 ديسمبر 1898 -23 أغسطس 1995) هو مصور أمريكي ألماني المولد،أشتهر بالتقاطه صورة يوم النصر في ميدان التايمز.